# Seo-Ne Chasma
Il Seo-Ne Chasma è una struttura geologica della superficie di Venere.